# Encinal (Nuevo México)
Encinal es un lugar designado por el censo ubicado en el condado de Cíbola en el estado estadounidense de Nuevo México. En el Censo de 2010 tenía una población de 210 habitantes y una densidad poblacional de 6,02 personas por km².

## Geografía
Encinal se encuentra ubicado en las coordenadas 35°7′51″N 107°26′12″O / 35.13083, -107.43667. Según la Oficina del Censo de los Estados Unidos, Encinal tiene una superficie total de 34.9 km², de la cual 34.9 km² corresponden a tierra firme y (0%) 0 km² es agua.

## Demografía
Según el censo de 2010, había 210 personas residiendo en Encinal. La densidad de población era de 6,02 hab./km². De los 210 habitantes, Encinal estaba compuesto por el 0.95% blancos, el 0.95% eran afroamericanos, el 93.33% eran amerindios, el 0% eran asiáticos, el 0% eran isleños del Pacífico, el 2.86% eran de otras razas y el 1.9% pertenecían a dos o más razas. Del total de la población el 9.05% eran hispanos o latinos de cualquier raza.